# Райхенбах (Тюрингія)
Райхенбах (нім. Reichenbach) — громада в Німеччині, розташована в землі Тюрингія. Входить до складу району Заале-Гольцланд. Складова частина об'єднання громад Гермсдорф.
Площа — 4,8 км2. Населення становить 849 ос. (станом на 31 грудня 2021).

## Галерея

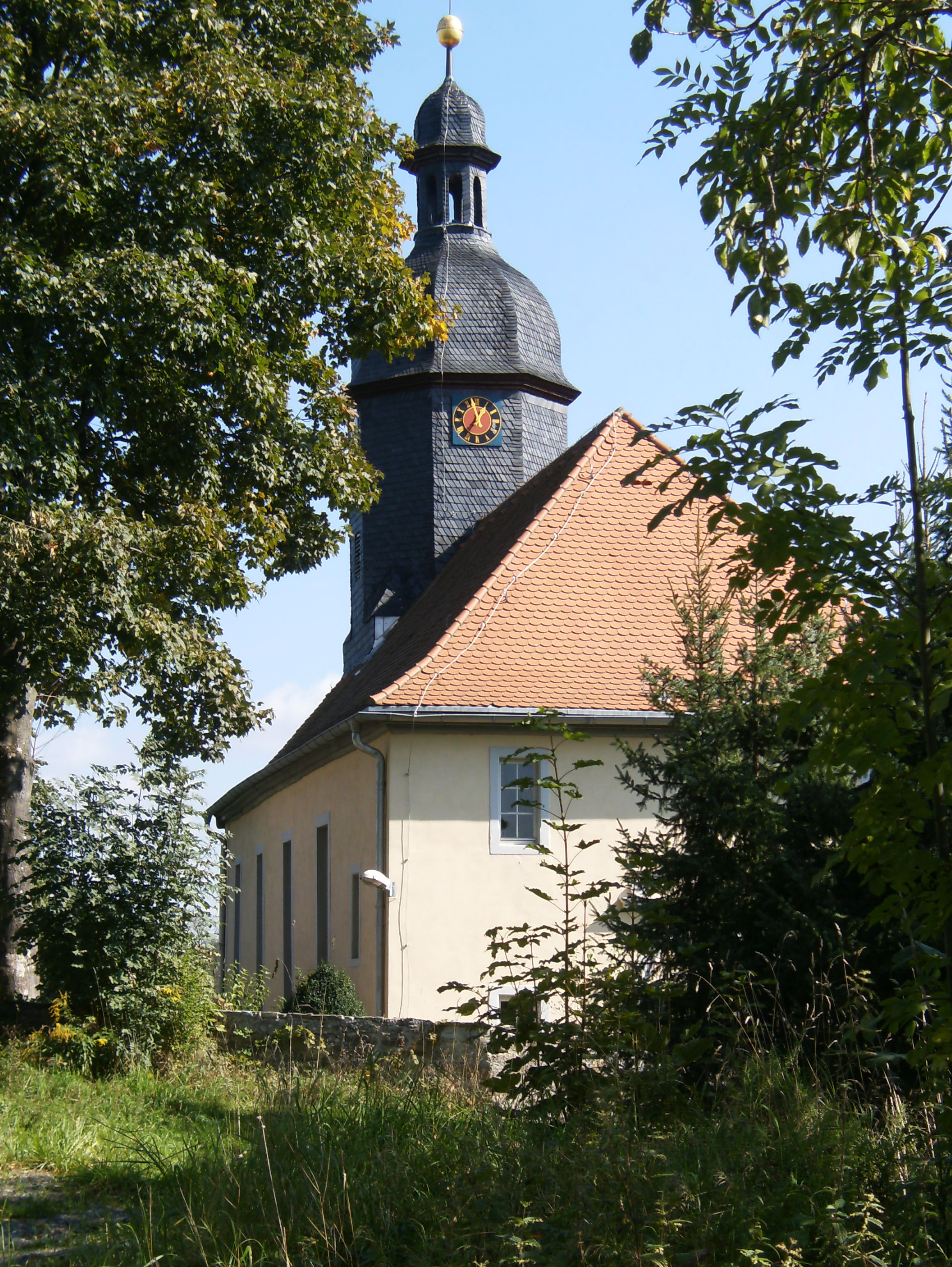